# 趙忠祥
趙 忠祥（ちょう ちゅうしょう、1942年〈民国31年〉1月16日 - 2020年1月16日）は、中華人民共和国のニュースキャスター。

## 略歴
1942年1月16日、河北省邢台市寧晋県に生まれる。
1959年、北京電視台でアナウンサーを務め、彼は中国第二位テレビのアナウンサー、中国第一位の男性アナウンサー。羅京、宋世雄と並んで「播音の三巨頭」と称される。
1968年、張美珠と結婚。
1994年、彼は『人と自然』の司会者を務めている。
2020年1月16日、癌のため北京で死去。78歳没。

## テレビ番組
- 動物世界
- 人與自然
- 老趙会客庁
- 王者歸來

## 著書
- 歳月回眸、工人出版社、2016年、ISBN 9787500862840
- 湖畔絮語、中国民主法制出版社有限公司、2009年、ISBN 9787802194960
- 詩意年華、百花文芸出版社、2011年、ISBN 9787530658154
- 歳月繽紛、百花文芸出版社、2007年、ISBN 9787530647677

## 受賞
1993年、金話筒賞特殊栄誉賞。
1997年、先進個人賞。
2004年、15年来最有價値の中国電視節目司会
2008年、中国電視司会25年傑出貢獻大賞。   